# (25383) Lindacker
(25383) Lindacker est un astéroïde de la ceinture principale.

## Description
(25383) Lindacker est un astéroïde de la ceinture principale. Il fut découvert le 18 octobre 1999 à l'observatoire Kleť par l'observatoire Kleť. Il présente une orbite caractérisée par un demi-grand axe de 2,43 UA, une excentricité de 0,13 et une inclinaison de 3,4° par rapport à l'écliptique.